# اچ‌ام‌اس ویکتوریوس (۱۸۰۸)
اچ‌ام‌اس ویکتوریوس (۱۸۰۸) (به انگلیسی: HMS Victorious (1808)) یک کشتی بود که طول آن ۱۷۳ فوت (۵۳ متر) بود. این کشتی در سال ۱۸۰۸ ساخته شد.